# Veľký Mengusovský štít
Le Veľký Mengusovský štít en slovaque ou Mięguszowiecki Szczyt Wielki en polonais est situé dans les Hautes Tatras, sur l'arc extérieur des Carpates occidentales, sur la frontière entre la Pologne et la Slovaquie. Il culmine à 2 438 m d'altitude.